# Habay-la-Vieille
Habay-la-Vieille (wa. Habâ-la-Viè, Li viye Habâ; lb. Al-Habech) – dzielnica (section) gminy Habay w Belgii, w Regionie Walońskim, w prowincji Luksemburg, w okręgu Virton. 1 stycznia 2020 roku liczyła 1226 mieszkańców. Do 31 grudnia 1976 r. samodzielna gmina. 

## Demografia
Liczba mieszkańców, stan na 1 stycznia:
| Rok                | 1930 | 1947 | 1961 | 2020 |
| ------------------ | ---- | ---- | ---- | ---- |
| Liczba mieszkańców | 842  | 861  | 818  | 1226 |